# Parnas

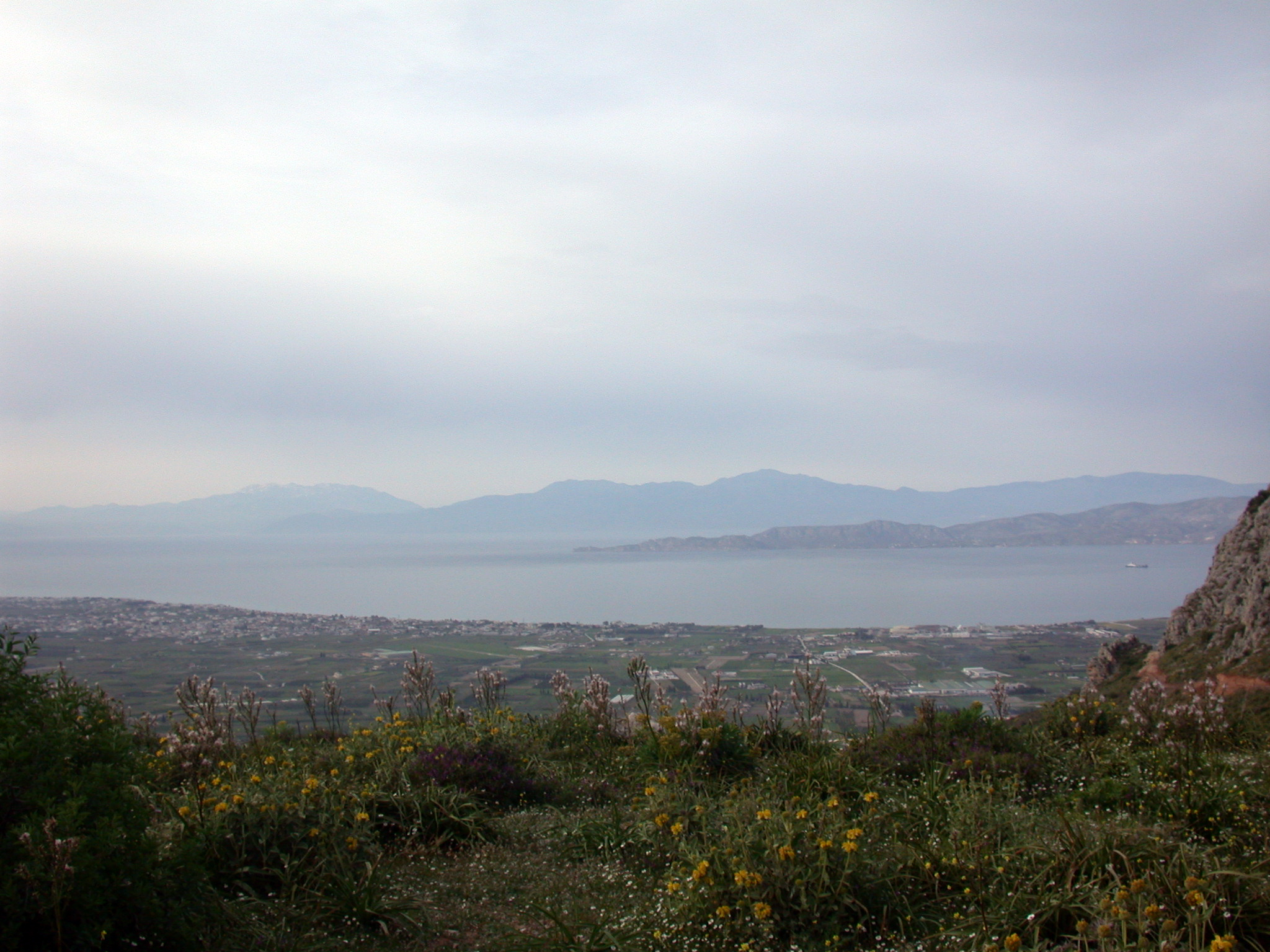
Parnas a Korintský záliv

Parnas (také Parnassus, řecky Παρνασσός) je pohoří nacházející se v Řecku v blízkosti Korintského zálivu. Pohoří je charakterizováno výrazným velehorským reliéfem, za což vděčí zejména zkrasovatělému vápenci, který je zde hlavním stavebním prvkem. Nejvyšším vrcholem je Liakoura (2457 m). Parnas byl ve starověku zasvěcen Apollonovi a múzám. Na úpatí hor stála slavná Věštírna v Delfách.

## Poloha
Sever a východ pohoří vymezuje údolí řeky Kilisos. Jih a jihovýchod je obklopen Korintským zálivem, ke kterému se zde horstvo svažuje. Skrz pohoří vede horská silnice, která v nejvyšším bodě překračuje silniční sedlo Drosohori. To od sebe odděluje pohoří Parnas a sousední masiv Giona.

## Charakteristika
V pohoří běžně nalezneme velké ledovcové kary, morény a další stopy po nejjižnějších čtvrtohorních ledovcích v Evropě. Nejvyšší vrchol Liakoura je jen o několik metrů vyšší než protější hřeben Gerontovrachos. V pásmu 1300 - 1730 m je v pohoří vyhlášen národní park, který má za úkol chránit především vzácnou floru (jedle kefalonská). Fauna zde prakticky není zastoupena žádným větším savcem.

### Vrcholy
- Liakoura (2457 m)
- Tsárkos (2415 m)
- Jerontóvrachos (2395 m)
- Kalójiros (2327 m)
- Mávra Lithária (2326 m)
- Voidomáti (1947 m)
- Petrítis (1923 m)
- Pyrgákia (1718 m)

Na několika svazích jsou vybudována zimní lyžařská střediska, protože Parnas je znám svými příznivými sněhovými podmínkami.

## Mytologie

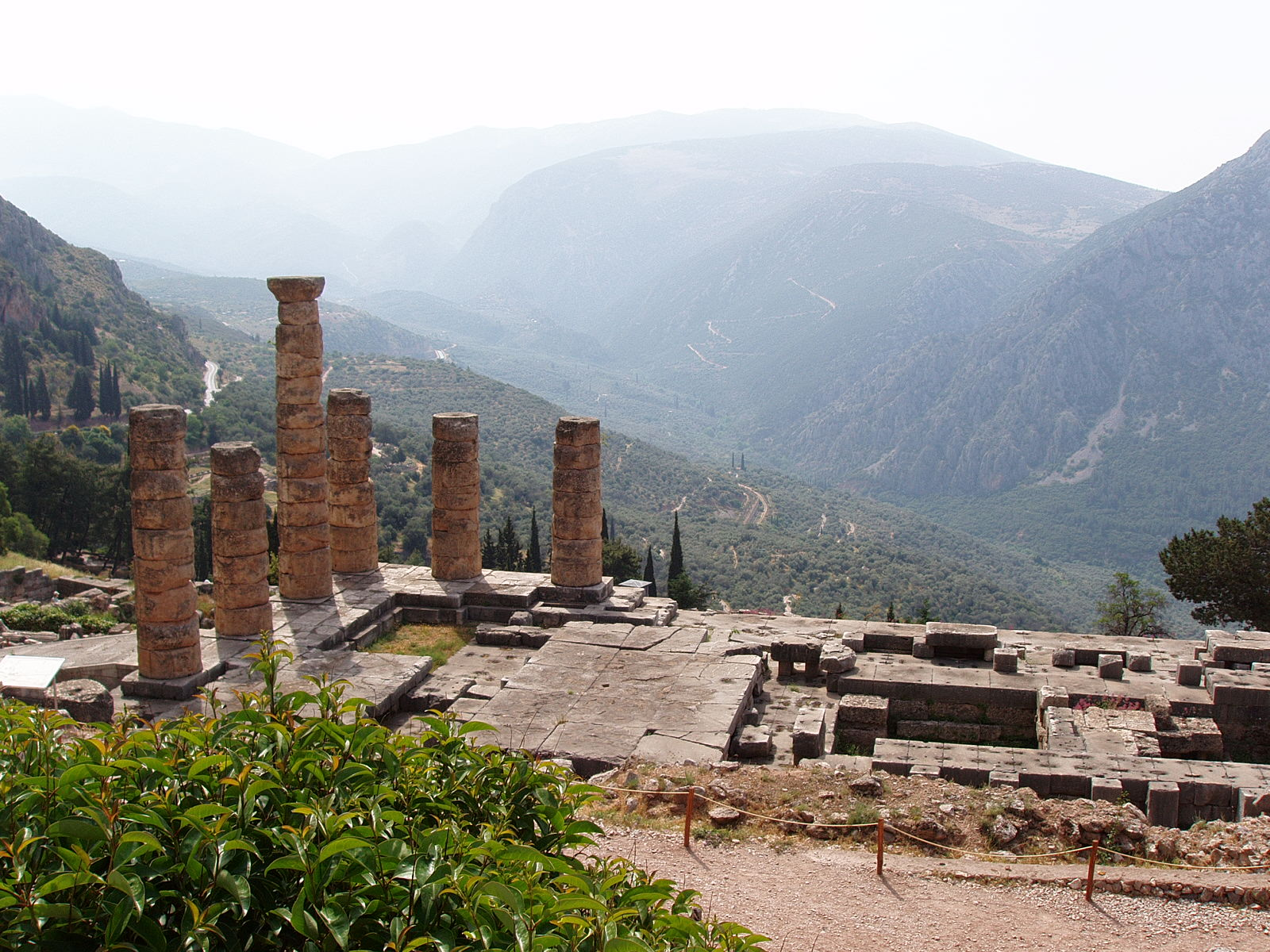
Věštírna v Delfách

Parnas je mytická hora, na které se podle řecké mytologie zastavila archa postavená Deukaliónem a jeho manželkou Pyrrhou. Když se nejvyšší bůh Zeus rozhodl potrestat lidstvo za prostopášný život a za to, že si nevážili bohů, seslal na zemi velkou potopu světa, která zahubila celé lidské pokolení. Z vůle bohů zůstal jenom Deukalión a jeho rodina a bylo mu dovoleno znovu zalidnit zemi. Udělal to tím způsobem, že podle rady bohů házel za sebe kameny, přeneseně „kosti země“. Z těch, které hodil Deukalión, povstali noví muži, za Pyrrhou vznikly z kamenů ženy.